# Hvis Lyset Tar Oss
Hvis Lyset Tar Oss is de vierde studio–uitgave van de Noorse black metal eenmansband Burzum. Het album werd al in September 1992, een maand na Aske opgenomen, maar pas in 1994 uitgebracht. Hvis Lyset Tar Oss wordt door velen als Burzums beste werk gezien maar ook als een van de beste Black Metal albums uit die periode. De cover is een bekend werk van Theodor Kittelsen genaamd Fattigmannen ('De sloeber').
Het album heette aanvankelijk "På Svarte Troner". Enkele promo's die door Varg en Samoth (Emperor) verstuurd werden hadden de volgende tracklist:
1. "Inn i slottet fra drømmen"
2. "Et hvitt lys over skogen"
3. "Hvis lyset tar oss"
4. "Det som en gang var"

'Et hvitt lys over skogen' werd op het uiteindelijke album vervangen door 'Tomhet'. Ook werd de volgorde van de nummers veranderd.

## Nummers
1. Det som en gang var - 14:21
2. Hvis lyset tar oss - 8:05
3. Inn i slottet fra drømmen – 7:52
4. Tomhet – 14:12

## Bezetting
- Varg Vikernes speelt alle instrumenten.